# 芝加哥正義
《芝加哥正義》（英語：Chicago Justice），是《芝加哥烈焰》、《芝加哥警署》和《芝加哥醫情》的衍生劇。

## 演員和角色

### 主要角色
- 菲利普·溫切斯特飾彼得·斯通

- 伊利諾州檢察院助理檢察官，特別調查隊隊長；
- 《法網遊龍》助理檢察官本傑明·斯通之子。

- 強納森·塞達飾安東尼奧·道森

- 州檢察院特別調查隊調查員；
- 加入特別調查隊前曾長年效力芝加哥警察第21分局情報科（見《芝加哥警署》）；
- 《芝加哥烈焰》救護員加布里埃拉·道森的哥哥。

- 卡爾·韋瑟斯飾馬克·傑佛里斯

- 伊利諾州檢察官。

- 喬艾兒·卡特（英语：Joelle Carter）飾勞拉·內格爾

- 州檢察院特別調查隊調查員。

- 莫妮卡·巴巴羅飾安娜·巴爾德茲

- 伊利諾州檢察院助理檢察官。